# ストライカー (護衛空母)
|          |                                         |
| 艦歴     |                                         |
| 発注     |                                         |
| 起工     | 1941年12月15日                          |
| 進水     | 1942年5月7日                            |
| 就役     | 1943年4月28日                           |
| 退役     | 1946年2月12日                           |
| 除籍     | 1946年3月28日                           |
| その後   | 1948年に廃棄                            |
| 性能諸元 |                                         |
| 排水量   | 14,400トン                              |
| 全長     | 491 ft 6 in (150 mm)                    |
| 全幅     | 105 ft (32 m)                           |
| 吃水     | 26 ft (7.9 m)                           |
| 機関     | 蒸気タービン1軸推進、8,500shp           |
| 最大速   | 18 ノット (33 km/h)                     |
| 航続距離 |                                         |
| 乗員     | 士官、兵員646名                         |
| 兵装     | 4インチ砲2門、40mm機銃8基、20mm機銃20基 |
| 搭載機   | 20                                      |

プリンス・ウィリアム (USS Prince William, AVG/ACV/CVE-19) は、アメリカ海軍の護衛空母。ボーグ級航空母艦の1隻。

## 艦歴
プリンス・ウィリアムは海事委任契約の下カリフォルニア州サンフランシスコのウェスタン・パイプ&スチール社で1941年12月15日に起工する。1942年5月7日にレンドリース法に基づきイギリス海軍への移管が指定されストライカー (HMS Striker, D12) と改名される。1942年8月20日に ACV-19（補助空母）に艦種変更され、1943年4月28日に海軍に引き渡される。1943年5月18日にイギリス海軍に移管され、1943年7月15日に CVE-19（護衛空母）に艦種変更された。
第二次世界大戦ではイギリス海軍に所属し活動した。1946年2月12日にノーフォークでアメリカ海軍に返還され、1946年3月28日に除籍された。1948年6月5日にペンシルベニア州ベスレヘムのパタプスコ・スチール・スクラップ社にスクラップとして売却された。